# كارل فرانكلين
كارل فرانكلين (بالإنجليزية: Carl Franklin)‏ مواليد 11 أبريل 1949 في ريتشموند، الولايات المتحدة، هو ممثل ومخرج ومنتج وكاتب سيناريو أمريكي بدأ مسيرته الفنية سنة 1973. فاز بجائزة الروح المستقلة لأفضل مخرج.

## الأعمال
- الرجل الأخضر الخارق
- ترابر جون إم دي
- كوينسي إم إي
- روزان
- جرائم عليا
- روما
- الهادئ
- السماوات المتساقطة
- بيت من ورق
- أرض الوطن
- العلاقة
- الباقون
- السلالة
- ثلاثة عشر سببا

## روابط خارجية
- كارل فرانكلين على موقع IMDb (الإنجليزية)
- كارل فرانكلين على موقع ألو سيني (الفرنسية)
- كارل فرانكلين على موقع أول موفي (الإنجليزية)
- كارل فرانكلين على موقع بوكس أوفيس موجو (الإنجليزية)
- كارل فرانكلين على موقع قاعدة بيانات الأفلام السويدية (السويدية)
- كارل فرانكلين على موقع إن إن دي بي (الإنجليزية)
- كارل فرانكلين على موقع قاعدة بيانات الفيلم (الإنجليزية)
- كارل فرانكلين على موقع كينوبويسك (الروسية)